# Wapen van Mijdrecht

Het wapen van Mijdrecht

Het wapen van Mijdrecht werd op 11 september 1816 per Koninklijk Besluit door de Hoge Raad van Adel aan de Utrechtse gemeente Mijdrecht toegekend. Tussen 1085 en 1811 werd Mijdrecht bestuurd door het kapittel van Sint Jan uit Utrecht. Het latere wapen van Mijdrecht was dan ook afgeleid van het wapen van dat kapittel. Ook Achttienhoven behoorde tot dit kapittel, om die reden voerde die gemeente een gespiegelde Agnus Dei in tegengestelde kleuren.

## Blazoenering
De blazoenering van het wapen luidde als volgt:
Van keel beladen met een Agnus Dei, staande ter linkerkant.
Het wapen was rood van kleur met daarop een zilveren Agnus Dei. Met het stuk staande ter linkerkant wordt bedoeld dat het lam naar de heraldische linkerkant, voor de kijker is dat naar rechts, loopt. Het lam houdt met de linker voorpoot een kruis vast waaraan een zilveren vaandel met rood kruis hangt. Niet vermeld is dat het lam op een zilveren ondergrond staat.
Officieel is het lam niet van zilver, maar van natuurlijke kleur, dit omdat de kleur niet vermeld is.

## Vergelijkbare wapens

Het wapen van Achttienhoven
Het wapen van De Ronde Venen
Het huidige wapen van Hellevoetsluis
Het oude wapen van Hellevoetsluis
Het wapen van het Hoogheemraadschap Amstelland
Het wapen van De Proosdijlanden